# White House Plumbers
White House Plumbers, ungefär Vita husets rörmokare, är en amerikansk historisk och bibliografisk dramaserie från 2023 som hade svensk premiär på strömningstjänsten HBO Max. Första säsongen består av 5 avsnitt. Serien är regisserad av David Mandel. För manus har Alex Gregory och Peter Huyck svarat.

## Bakgrund
Serien är baserad på Watergateaffären som ledde till president Nixons avgång. Den har fått sitt namn efter en hemlig specialutredningsenhet som Richard Nixons administration etablerade under hans presidentskap, direkt efter publiceringen av "Pentagon papers" juni 1971. De kallade sig själva "The Plumbers", men mer officiellt Special Investigations Unit, och deras primära uppgift var att förhindra och reagera på läckor av sekretessbelagd information. Deras aktiviteter omfattade sedermera illegala aktiviteter, och flera ledande medarbetare greps när de gjorde inbrott på Demokraternas nationella högkvarter i Watergate-komplexet. Denna skandal ledde till sist till Nixons avgång, vilket gjorde det till ett avgörande ögonblick i USA:s politiska historia.

## Handling
Serien kretsar kring de båda agenterna E. Howard Hunt och G. Gordon Liddy, som arbetar för specialutredningsenheten och delar av dess verksamhet. Serien inleds med att Howard Hunt rekryteras av enheten och lär känna Gordon Liddy. Planeringen och det misslyckade inbrottet på Watergate ett år senare tar stor plats och serien slutar efter att rättegångarna för de båda har avslutats och bland annat de båda agenterna har dömts till fängelse.

## Roller i urval
- Woody Harrelson - E. Howard Hunt
- Justin Theroux - G. Gordon Liddy
- Domhnall Gleeson - John Dean
- Lena Headey - Dorothy Hunt
- Kiernan Shipka - Kevan Hunt
- Ike Barinholtz - Jeb Magruder
- David Krumholtz - William O. Bittman
- Rich Sommer - Egil "Bud" Krogh
- Kim Coates - Frank Sturgis
- Liam James - Saint John Hunt
- Gary Cole - Mark Felt
- John Carroll Lynch - John N. Mitchell
- Tony Plana - Eugenio "Muscolito" Martinez
- F. Murray Abraham - Domare John Sirica
- Kathleen Turner - Dita Beard
- Judy Greer - Fran Liddy
- Corbin Bernsen - Richard Kleindienst
- J.P. Manoux - Robert Mardian